# Iglesia de San Ildefonso (Sevilla)
La iglesia de San Ildefonso de Sevilla, ubicada en la plaza del mismo nombre, es un templo y una sede parroquial cuya construcción se inició en 1794 siendo terminada en el año 1841, según proyecto de Julián Barnecilla, ejecutado por el también arquitecto José Echamorro.

## Descripción
La iglesia responde al estilo neoclásico propio del momento y se plantea con una especial monumentalidad, dentro del casco histórico de la ciudad.

### Exterior
Exteriormente la iglesia cuenta con dos portadas muy diferentes. La principal, de gran monumentalidad y porte, a los pies de la iglesia, está flanqueada por dos altas torres gemelas que centran la puerta de entrada a la que se accede a través de un pequeño atrio con reja. Esta portada presenta dos cuerpos de altura: el inferior queda compuesto por una pareja de columnas jónicas a cada lado de la puerta situadas en distinto plano que permite sobre ellas un entablamento muy movido sobre el que apoyan pequeños pilares con jarrones de piedra. Tras ellos, y ya en el segundo cuerpo, se levantan tres columnas corintias a cada lado, que centran una hornacina con la imagen del titular, San Ildefonso, sobre el que se alza un frontón curvo partido para alojar en el centro las insignias del santo.
Las torres, de cuidadas proporciones y con tres cuerpos de altura de sección decreciente, presentan un moderado barroquismo en su diseño. De planta cuadrada en el primero, pasa a ser octogonal en el segundo y circular en el tercero; y se enmarcan entre finas columnas blancas, de orden jónico en el primer caso y corintio en los dos restantes, que ayudan a reafirmar la imagen estilizada de esta fachada.
De un estilo marcadamente neoclásico es la portada lateral existente en el muro de la nave del evangelio, que da a la calle Rodríguez Marín. Es de proporciones bastante más reducidas y de líneas muy elegantes y sobria.
Organizada a partir de gruesas columnas pareadas de orden toscano situadas a cada lado de la puerta de entrada, sobre ellas se dispone un clásico entablamento de cornisa muy volada que da paso a un segundo cuerpo que presenta en su centro una placa conmemorativa sostenida por pequeños ángeles, rematándose superiormente todo el conjunto por un sencillo frontón triangular.

### Interior

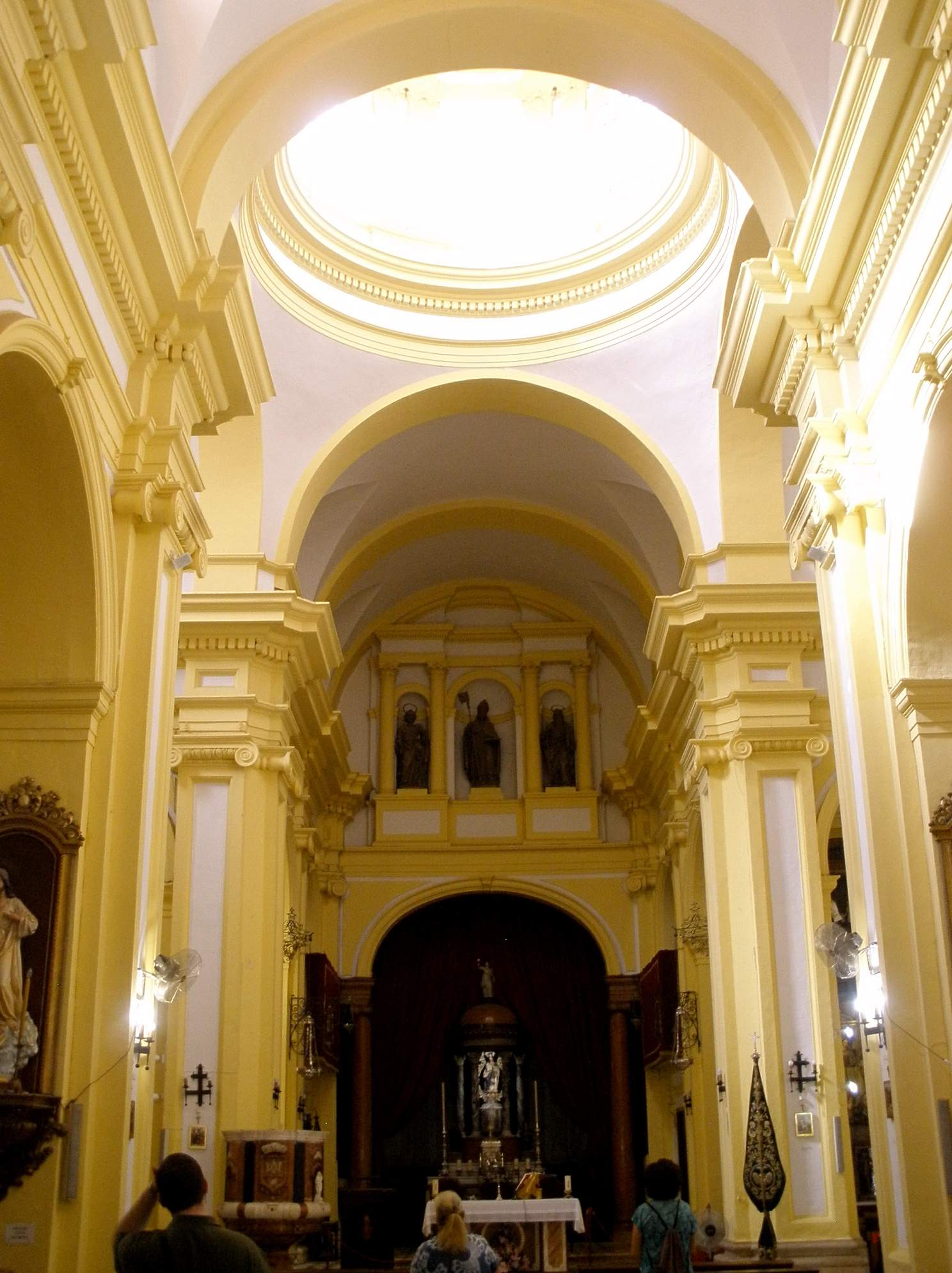
Nave principal del templo

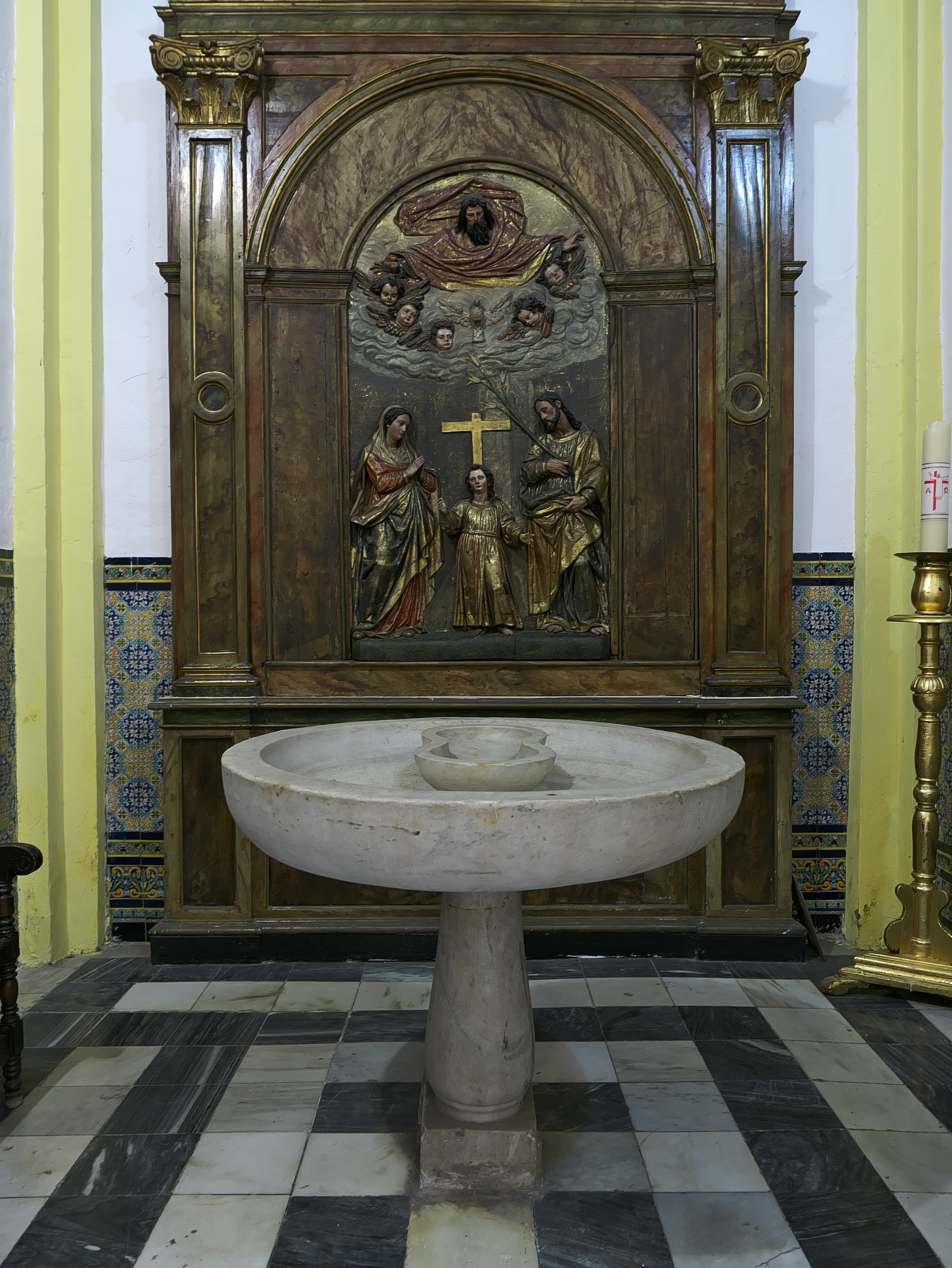
Las Dos Trinidades, Juan Martínez Montañés

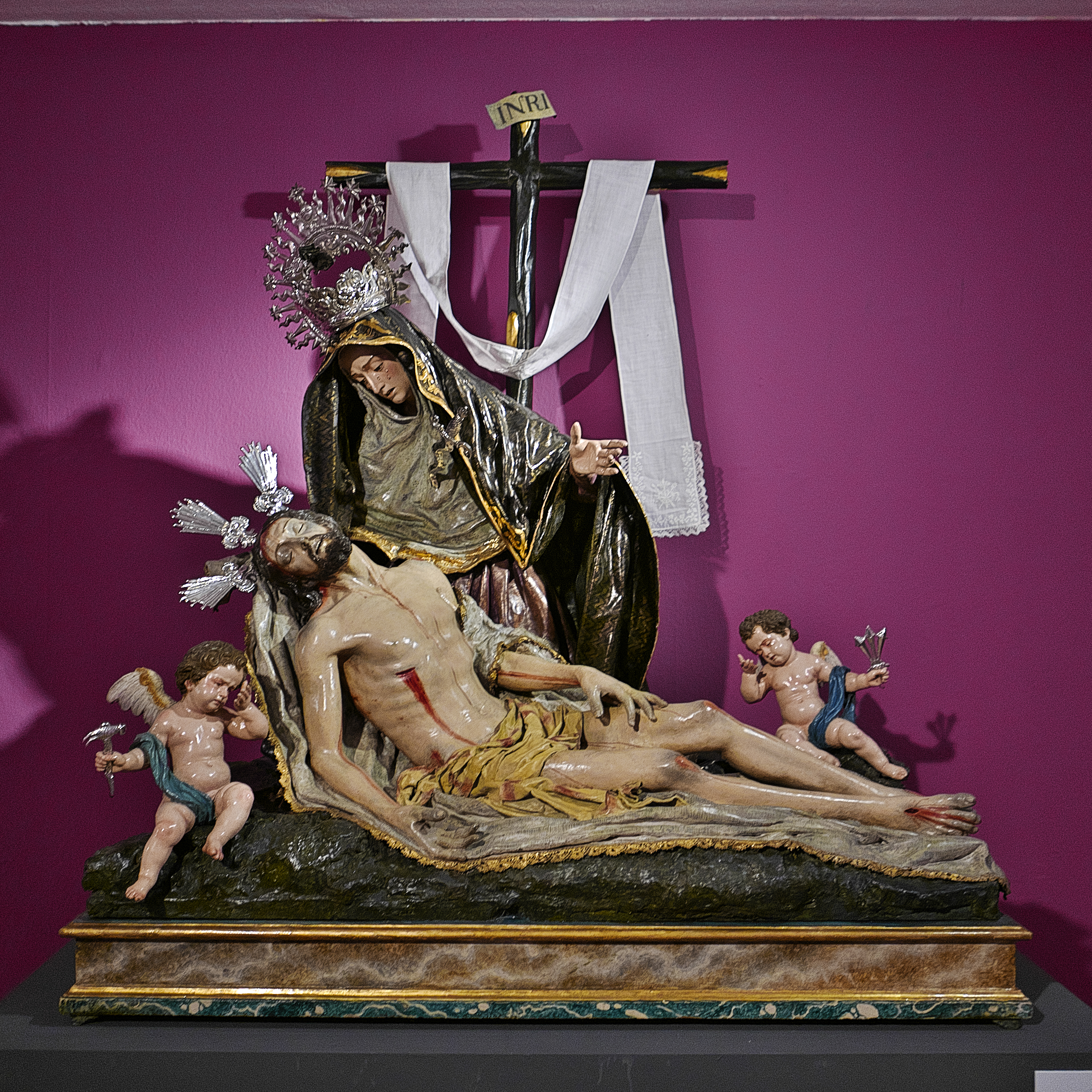
Piedad, de Cristóbal Ramos

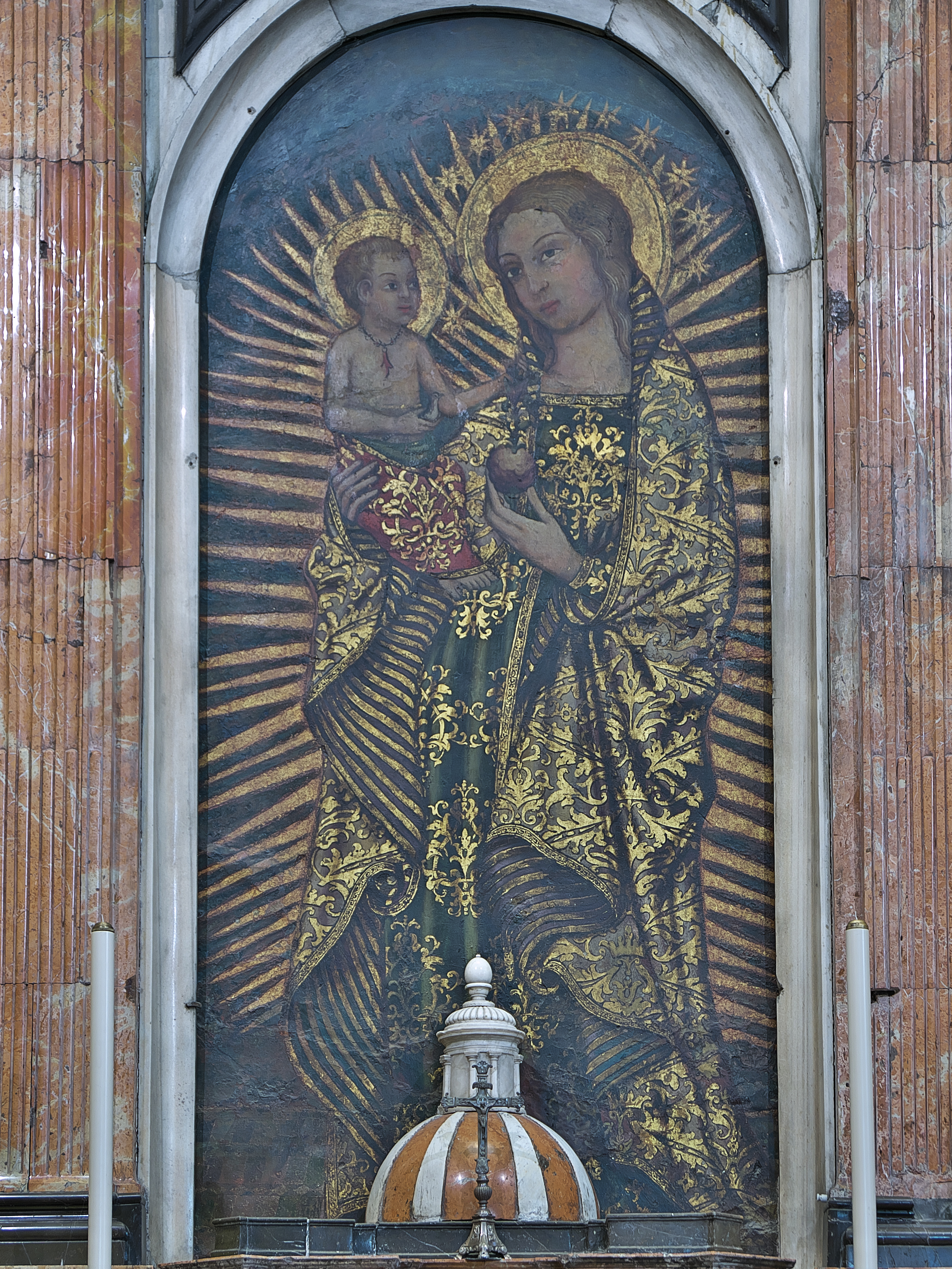
Virgen del Coral

Interiormente la iglesia muestra las ajustadas proporciones y la solemnidad que le otorgan los cánones del neoclásico. Consta de tres naves, con crucero y presbiterio, quedando separadas sus naves con pilares cuadrangulares a las que se adosan altas pilastras jónicas cajeadas en los frentes de la nave principal y el crucero.
Como es habitual en este tipo de templos, esta nave y los brazos del crucero se cubren con bóvedas de cañón con lunetos; mientras que en su encuentro se cubre con una clásica cúpula sobre pechinas, con tambor y linterna; quedando las naves laterales cubiertas por bóvedas de arista.

### Retablos

#### Retablo mayor
La Capilla Mayor queda enmarcada por un arco rebajado sostenido por columnas jónicas de mármol rojo sobre el que se sitúan tres hornacinas ocupadas por las imágenes de San Ildefonso en la central y las de San Pedro y San Pablo en los laterales, proceden del retablo mayor del antiguo templo parroquial y fueron realizadas por Felipe de Ribas entre 1636 y 1637, si bien Juan de Astorga las retocó entrado ya el siglo XIX. Preside este espacio un templete neoclásico realizado en jaspe con cuatro columnas que sostienen una cornisa redonda cubierta por una cúpula, obra de José Barrado de 1841, que contiene una imagen de la Inmaculada, anónimo del siglo XVIII.

#### Retablo lateral izquierdo de la Virgen del Coral
Retablo de estilo neoclásico, en la cabecera de la nave izquierda o del evangelio, obra de Bartolomé Piña y Antonio Barrado del siglo XIX, consta de banco, un cuerpo y ático, está presidido por pintura mural de la virgen del Coral, de origen anónimo. 
En torno a la Virgen del Coral se creó en 1692 una Congregación, a la que aprobó reglas en el año 1693 el Arzobispo Jaime Palafox y Cardona. Tal hecho se reflejó en un grabado que circuló por la ciudad, en cuyo pie se leía que era “especial abogada de los navegantes y las que están de parto milagroso". En 1929 se daba por hecho que la Virgen del Coral fue “venerada en San Ildefonso por Sebastián Elcano”, antes de marchar a realizar la primera vuelta al mundo (1519-1522).

#### Retablo de la virgen de la Soledad
Del siglo XIX, está presidido por la imagen de su titular, obra del afamado imaginero Juan de Astorga.

#### Retablo de Jesús Cautivo
Se encuentra en la nave izquierda, está compuesto por banco, cuerpo de tres calles y ático. Data del siglo XIX. La escultura del cautivo es del siglo XVIII.

#### Retablo de la Hermandad de los Sastres
De estilo neoclásico con añadidos posteriores, realizado para la Hermandad de los Sastres, lo preside una interesante imagen de Nuestra Señora de los Reyes, obra de autor anónimo del siglo XVI.

#### Capilla bautismal
Ubicada a los pies del templo, en el que se encuentra el relieve de las Dos trinidades, de Martínez Montañés realizado en 1609.

#### Hermandades
Como ya se ha comentado, en la parroquia se encuentra la Virgen de los Reyes, patrona de los sastres; pero también se encuentra la Hermandad Sacramental de San Ildefonso (una de las pocas consideradas "sacramentales puras").